# Albert Ostermaier
Albert Ostermaier (Monaco di Baviera, 30 novembre 1967) è uno scrittore tedesco, ma soprattutto drammaturgo ed adattatore teatrale presso il teatro di Mannheim e la bavarese Bayerisches Staatsschauspiel. Ammiratore di Bertolt Brecht, ha collaborato, tra gli altri, con il regista Matthias Hartmann ed il musicista Hans Platzgumer.
Solo nel 2008 ha esordito come scrittore, vedendosi riconosciuti, nel corso degli anni, diversi premi tedeschi prestigiosi, come il premio letterario del Die Welt, il premio Brecht e soprattutto il premio Kleist.